# Xander Mobus
Xander Mobus (Denton, 1992. július 8. –) amerikai szinkronszínész, aki elsősorban animesorozatok és japán videojátékok angol nyelvű változatain alakított szerepei révén ismert. 2014-ben megkapta a bemondó, illetve a Master Hand és Crazy Hand szereplők szerepét a Super Smash Bros. for Nintendo 3DS és Wii U játékokban, ezek folytatásában, a 2018-ban megjelent Super Smash Bros. Ultimate-ben ismét megkapta a szerepeket. Pályafutása kezdetén számos rajongói felkérést is elvállalt, köztük, amikor elénekelte a Pokémon Theme részletét a Super Smash Bros. bemondójának hangszínén. Nagyobb szerepei közé tartozik még Christo a Disgaea 5: Alliance of Vengeance-ből, valamint Joker a Persona 5-ből.

## Filmográfia

### Animesorozatok
| Év   | Cím                                          | Szerep             | Megjegyzés      | Forrás |
| ---- | -------------------------------------------- | ------------------ | --------------- | ------ |
| 2017 | B: The Beginning                             | Laica              |                 | [ 3 ]  |
| 2017 | Blue Exorcist                                | Sima Dzsúzó        | Kiotó-fejezet   | [ 4 ]  |
| 2017 | Hunter × Hunter                              | Bean               | 2011-es sorozat | [ 5 ]  |
| 2017 | Tales of Zestiria the X                      | Sergei Strelka     |                 | [ 6 ]  |
| 2018 | Jojo’s Bizarre Adventure: Stardust Crusaders | Terence T. D’Arby  |                 | [ 7 ]  |
| 2018 | Katsugeki/Touken Ranbu                       | Tonbokiri          |                 | [ 8 ]  |
| 2018 | Hero Mask                                    | Theo               |                 | [ 9 ]  |
| 2018 | Sirius the Jaeger                            | Fallon             |                 | [ 10 ] |
| 2018 | Beyblade Burst Turbo                         | O Hoi              |                 | [ 11 ] |
| 2019 | The Rising of the Shield Hero                | Motojaszu Kitamura |                 | [ 12 ] |

### Animációs sorozatok
| Év   | Cím      | Szerep               | Megjegyzés         | Forrás |
| ---- | -------- | -------------------- | ------------------ | ------ |
| 2016 | Camp WWE | The Ultimate Warrior |                    | [ 13 ] |
| 2018 | Mecard   | Evan                 | Studiopolis-verzió | [ 14 ] |

### Animefilmek
| Év   | Cím                      | Szerep           | Megjegyzés | Forrás |
| ---- | ------------------------ | ---------------- | ---------- | ------ |
| 2017 | Boruto: Naruto the Movie | Ócucuki Momosiki |            | [ 15 ] |

### Videojátékok
| Év   | Cím                                         | Szerep                                  | Megjegyzés                                                                              | Forrás        |
| ---- | ------------------------------------------- | --------------------------------------- | --------------------------------------------------------------------------------------- | ------------- |
| 2014 | Super Smash Bros. for Nintendo 3DS és Wii U | Bemondó, Master Hand, Crazy Hand        |                                                                                         | [ 16 ]        |
| 2015 | Tales of Zestiria                           | Sergei Strelka                          |                                                                                         | [ 17 ]        |
| 2015 | Disgaea 5: Alliance of Vengeance            | Christo                                 |                                                                                         | [ 2 ]         |
| 2016 | Megadimension Neptunia VII                  | Umio                                    |                                                                                         | [ 18 ]        |
| 2016 | Raiden V                                    | Richard Maxwell                         | A stáblistán nincs feltüntetve, a 2017-es Raiden V: Director’s Cut című újrakiadáson is | [ 19 ]        |
| 2016 | Shin Megami Tensei IV: Apocalypse           | Dagda                                   |                                                                                         | [ 20 ]        |
| 2017 | Persona 5                                   | Joker                                   |                                                                                         | [ 16 ] [ 21 ] |
| 2017 | Puyo Puyo Tetris                            | Satan                                   |                                                                                         | [ 22 ]        |
| 2017 | Street Fighter V                            | Abigail                                 |                                                                                         | [ 23 ]        |
| 2017 | Fire Emblem Heroes                          | Innes, Arvis, Kaze                      |                                                                                         | [ 24 ] [ 25 ] |
| 2017 | Fire Emblem Warriors                        | Darios                                  |                                                                                         | [ 26 ]        |
| 2017 | 2MD VR Football                             | Announcer                               |                                                                                         | [ 27 ]        |
| 2017 | A Hat in Time                               | The Conductor                           |                                                                                         | [ 28 ]        |
| 2018 | Monster Hunter: World                       | Kisebb szerepek                         |                                                                                         | [ 29 ]        |
| 2018 | Radiant Historia                            | Stocke                                  | Nintendo 3DS-remake                                                                     | [ 30 ]        |
| 2018 | Shining Resonance Refrain                   | Lestin Serra Alma                       |                                                                                         | [ 31 ]        |
| 2018 | Detective Pikachu                           | Roger Clifford                          |                                                                                         | [ 32 ]        |
| 2018 | Valkyria Chronicles 4                       | Ryan Ford                               | A stáblistán nincs feltüntetve                                                          | [ 33 ]        |
| 2018 | Soulcalibur VI                              | Grøh                                    |                                                                                         | [ 34 ]        |
| 2018 | Spyro Reignited Trilogy                     | Kisebb szerepek                         |                                                                                         | [ 35 ]        |
| 2018 | Persona 5: Dancing in Starlight             | Amamija Ren (Joker)                     |                                                                                         | [ 36 ]        |
| 2018 | Super Smash Bros. Ultimate                  | Bemondó, Master Hand, Crazy Hand, Joker |                                                                                         | [ 37 ]        |
| 2019 | League of Legends                           | Sett                                    |                                                                                         |               |
| 2021 | Monster Hunter Rise                         |                                         |                                                                                         |               |

## Fordítás
- Ez a szócikk részben vagy egészben  a   Xander Mobus című angol Wikipédia-szócikk ezen változatának fordításán alapul.  Az eredeti cikk szerkesztőit annak laptörténete sorolja fel. Ez a jelzés csupán a megfogalmazás eredetét és a szerzői jogokat jelzi, nem szolgál a cikkben szereplő információk forrásmegjelöléseként.